# Готфрид III фон Хоенлое-Браунек
Готфрид III фон Хоенлое-Браунек (на немски: Gottfried III von Hohenlohe-Brauneck; * пр. 1290; † между 15 март 1367 и 24 август 1368 или 7 август 1390) е господар на Хоенлое-Браунек в Креглинген.

## Произход
Той е син на Готфрид II фон Хоенлое в Браунек († 1354), господар на Грюндлах, и Маргарета фон Грюндлах († сл. 3 септември 1351), дъщеря на Хердеген фон Грюндлах († 1306) и София († 1290). Внук е на Готфрид I фон Хоенлое-Браунек († 1312) и първата му съпруга Вилебирг († сл. 1278). Правнук е на Конрад фон Хоенлое-Браунек-Романя († 1249) и Петриса фон Бюдинген († сл. 1249). Сестра му Маргарета 'Млада' († сл. 1342) е абатиса на Фрауентал.

## Фамилия
Готфрид III се жени пр. 29 юни 1334 г. за Агнес фон Кастел († 14 септември 1365), дъщеря на граф Херман II фон Кастел († ок. 1331) и маркграфиня Маргарета фон Бургау († сл. 1322). Те имат двама сина:
- Конрад II († 7 август 1390), господар на Хоенлое-Браунек-Креглинген, женен пр. 15 март 1388 г. за Анна фон Хоенлое († 1 юни 1434), дъщеря на граф Крафт III фон Хоенлое-Вайкерсхайм († 1371)
- Готфрид († 1390), домхер в Трир, Майнц и Вюрцбург (1375), приор в Мюнстерайфел (1381), катедрален приор в Трир (1384 – 1390)